# Domingos Ramos
Domingos Ramos (Bissau, 1935 - Madina do Boé, 10 november 1966) was een guerrillastrijder in de beginfase van de bevrijdingsstrijd in Portugees Guinea door de Afrikaanse Partij voor de Onafhankelijkheid van Guinee en Kaapverdië (PAIGC) tegen de Portugese overheersing in de voormalige overzeese provincies Guinee en Kaapverdië.

## Biografie
Domingos Ramos, geboren in Bissau in het toenmalige Portugees Guinea, werkte enige tijd als hulpverpleger, voordat hij werd opgeroepen om dienst te nemen in het Portugese koloniale leger. 
In 1957 trad hij clandestien toe tot de nieuw gevormde African Independence Party (PAI), de voorloper van de PAIGC. Na het bloedbad van Pidjiguiti, op 3 augustus 1959, verliet hij het koloniale leger en voegde zich bij de guerrillastrijders die vochten voor de onafhankelijkheid van Portugees Guinee.
In 1961 mobiliseerde hij de bevolking rond de stad Xitole om te weigeren de belasting aan de koloniale autoriteiten te betalen. Na het gewelddadige antwoord van de Portugese autoriteiten vluchtte Domingos Ramos naar Guinee-Conakry. Vandaar vertrok hij naar Ghana om een militaire training te volgen. In 1964 zette hij zijn militaire opleiding voort aan de Militaire Academie in Nanjing, China, samen met andere prominente PAIGC-activisten zoals Francisco "Tchico Té" Mendes, João Bernardo "Nino" Vieira en Osvaldo Vieira.

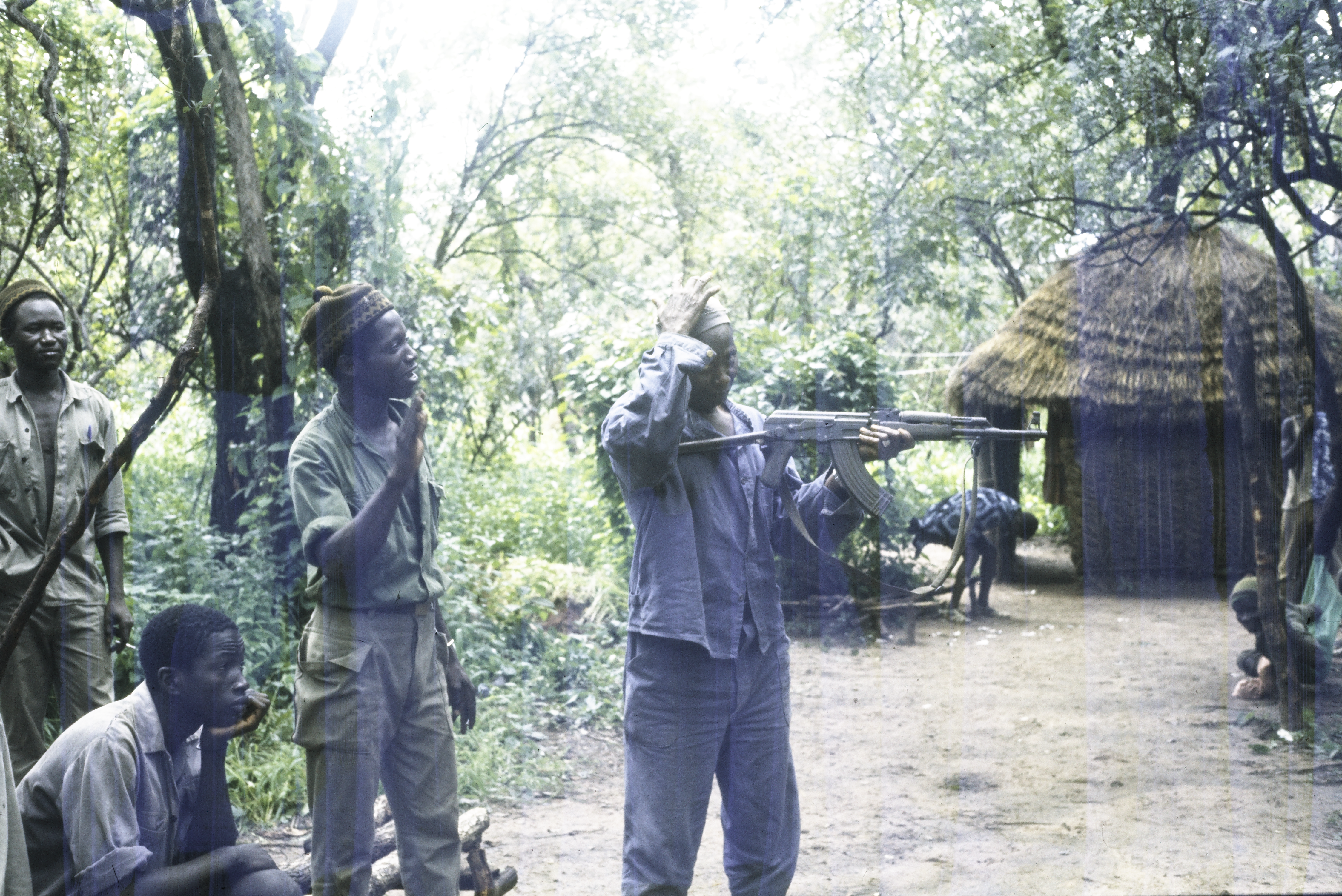
PAIGC strijders leren schieten. Bron: Roel Coutinho collection Afrika-Studiecentrum, Leiden

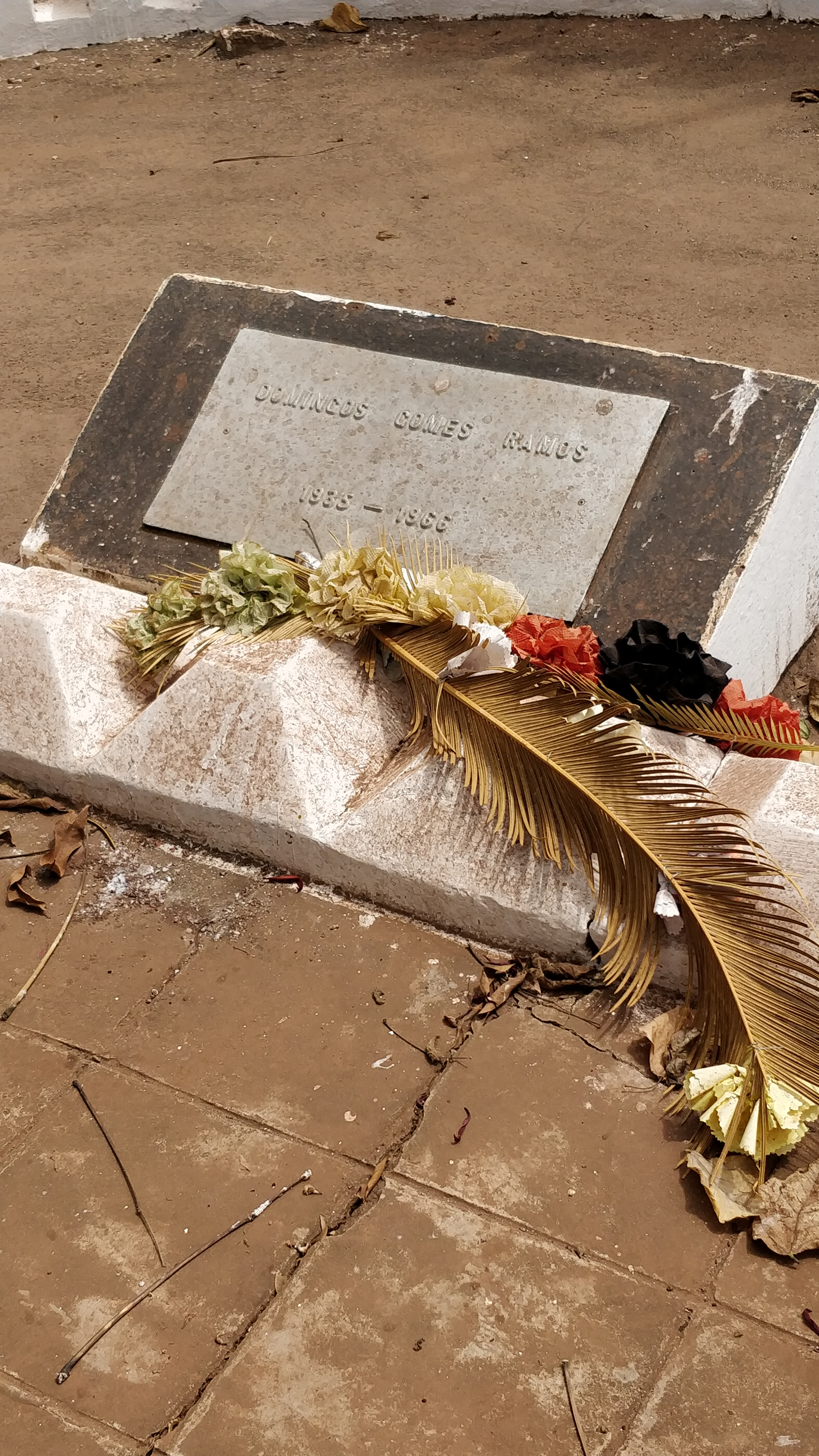
Graf van Domingos Ramos, Bissau

Eind 1964 keerde hij terug naar Guinee, waar hij werd aangesteld als commandant van het oostfront. In december van dat jaar leidde hij een van de eerste georganiseerde guerrilla gevechten. Hij stierf tijdens een gevecht op 10 november 1966, tijdens een aanval op het sterk versterkte Portugese detachement van Madina do Boé, in het zuidoosten van Guinee-Bissau. Ramos is begraven in het nationale heldenmonument Heróis da Pátria, naast het Amílcar Cabral-mausoleum in het fort Fortaleza de São José de Amura in het centrum van de stad Bissau.